# Butaritari
Butaritari é um atol localizado no Oceano Pacífico, no grupo das Ilhas Gilbert, em Kiribati.

## Geografia
A 3 km ao nordeste de Butaritari existe um arrecife com três ilhotas habitáveis: Makin, Kiebu e Onne. Butaritari foi chamado de Atol de Makin pelo Marinha dos Estados Unidos, e Makin passou a ser Makin Meang (Pequena Makin) para diferenciá-la. 
Butaritari tem uma área de 13,2 km² e uma população de 4346 habitantes (censo de 2010). Tem cerca de 30 km de leste a oeste e 15 km de norte a sul. Algumas partes da ilha estão submersas, criando canais. Ilhotas pequenas se podem encontrar entre estes canais.
O atol é contínuo, mas sem ilhotas na parte norte. A parte nordeste mede cerca de 1.75 km, onde só há ilhotas dispersas. A laguna de Butaritari tem fácil acesso ao oceano, é profunda e pode acomodar grandes barcos.
As ilhotas de Bikati e Bikatieta ocupam a ponta noroeste, rodeando o que poderia ser uma segunda pequena laguna a norte da laguna principal. Em Bikati, de 2 por 0,5 km, se encontra uma aldeia. O povoado principal é Butaritari, com uma população de aproximadamente 2000 habitantes.

## Segunda Guerra Mundial
Durante a Segunda Guerra Mundial, o atol foi palco de dois grandes eventos durante a guerra do Pacífico, que ficaram conhecidos como o ataque à Ilha de Makin e a batalha de Makin.

## Clima
As chuvas anuais chegam a 4000 mm, comparada com os 2000 mm em Tarawa e 1000 mm no sul de Kiribati. O fenômeno El Niño aumenta a quantidade de chuvas no atol.